# Pedro Gamarro
Pedro Gamarro (Machiques, 8 gennaio 1955 – Maracaibo, 7 maggio 2019) è stato un pugile venezuelano.

## Palmarès

### Olimpiadi
- 1 medaglia:
  - 1 argento (Montréal 1976 nei pesi welter)

### Giochi panamericani
- 2 medaglie:
  - 2 bronzi (Città del Messico 1975 nei pesi welter; Caracas 1983 nei pesi medi)